# Ardencroft (Delaware)
Ardencroft je selo u američkoj saveznoj državi Delaware. Prema popisu stanovništva iz 2010. u njemu je živjelo 231 stanovnika.